# Oberndorf, Donnersberg
Oberndorf là một đô thị thuộc huyện Donnersberg, trong bang Rheinland-Pfalz, phía tây nước Đức. Đô thị Oberndorf, Donnersberg có diện tích 2,8 km², dân số thời điểm ngày 31 tháng 12 năm 2006 là 270 người.